# Jim McCoy
Pour les articles homonymes, voir McCoy.
Pas d'image ? Cliquez ici

a Compétitions nationales et continentales officielles uniquement.

b Matchs officiels uniquement.
Dernière mise à jour le 30 juin 2025.
James Joseph (Jim) McCoy, est né le 28 juin 1958 à Enniskillen (Irlande du Nord). C’est un ancien joueur de rugby à XV qui a évolué avec l'équipe d'Irlande au poste de pilier.

## Carrière
Jim McCoy dispute son premier match international, le 4 février 1984 contre l'équipe du pays de Galles. Son dernier test match est contre l'équipe de Nouvelle-Zélande, le 18 novembre 1989.
Il dispute un match de la Coupe du monde 1987 et a remporté le Tournoi des Cinq Nations de 1985.

## Palmarès
- 16 sélections en équipe nationale (+3 non officielles)
- Sélections par années : 2 en 1984, 4 en 1985, 1 en 1986, 1 en 1987, 3 en 1988, 5 en 1989
- Tournois des Cinq Nations disputés: 1984, 1985, 1986, 1988, 1989
- Vainqueur du Tournoi des Cinq Nations en 1985